# Julia Soldatova
Julia Nikolayevna Soldatova (em russo:  Юлия Николаевна Солдатова; Moscou, RSFS da Rússia, 17 de maio de 1981) é uma ex-patinadora artística russa, e também competiu representando a Bielorrússia entre 2000 e 2002, e que competiu no individual feminino. Ela foi medalhista de bronze no Campeonato Mundial de 1999, conquistou a medalha de prata no Campeonato Europeu de 1999, foi por três vezes vice-campeã do campeonato nacional russo e bicampeã do campeonato nacional bielorrusso. Soldatova disputou os Jogos Olímpicos de Inverno de 2002 terminando na décima oitava posição.

## Principais resultados
| Resultados                                                                                                 | Resultados    | Resultados      | Resultados       | Resultados        | Resultados       | Resultados      | Resultados      | Resultados       | Resultados    | Resultados    | Resultados    | Resultados    |
| Internacional                                                                                              | Internacional | Internacional   | Internacional    | Internacional     | Internacional    | Internacional   | Internacional   | Internacional    | Internacional | Internacional | Internacional | Internacional |
| Evento/Temporada                                                                                           | 1995– 1996    | 1996– 1997      | 1997– 1998       | 1998– 1999        | 1999– 2000       | 2000– 2001      | 2001– 2002      |                  | 2003– 2004    |               |               |               |
| --- | ------------- | --------------- | ---------------- | ----------------- | ---------------- | --------------- | --------------- | ---------------- | ------------- | ------------- | ------------- | ------------- |
| Jogos Olímpicos                                                                                            |               |                 |                  |                   |                  |                 | 18.ª            |                  |               |               |               |               |
| Campeonato Mundial                                                                                         |               |                 |                  | Medalha de bronze |                  | 20.ª            | 18.ª            |                  |               |               |               |               |
| Campeonato Europeu                                                                                         |               |                 | 7.ª              | Medalha de prata  |                  | WD              |                 |                  |               |               |               |               |
| GP Grand Prix Final                                                                                        |               |                 |                  |                   | 4.ª              |                 |                 |                  |               |               |               |               |
| GP Cup of Russia                                                                                           |               |                 |                  | Medalha de prata  | Medalha de prata |                 |                 |                  |               |               |               |               |
| GP Skate America                                                                                           |               |                 |                  |                   | Medalha de prata |                 |                 |                  |               |               |               |               |
| GP Skate Canada International                                                                              |               |                 |                  |                   | Medalha de prata |                 |                 |                  |               |               |               |               |
| GP Trophée Lalique                                                                                         |               |                 |                  |                   |                  | 6.ª             |                 |                  |               |               |               |               |
| Golden Spin of Zagreb                                                                                      |               |                 |                  | Medalha de ouro   |                  | Medalha de ouro |                 |                  |               |               |               |               |
| Karl Schäfer Memorial                                                                                      |               | 5.ª             |                  |                   |                  | Medalha de ouro |                 |                  |               |               |               |               |
| Nebelhorn Trophy                                                                                           |               |                 |                  |                   |                  |                 | 10.ª            |                  |               |               |               |               |
| Internacional – Júnior                                                                                     |               |                 |                  |                   |                  |                 |                 |                  |               |               |               |               |
| Campeonato Mundial Júnior                                                                                  |               |                 | Medalha de ouro  |                   |                  |                 |                 |                  |               |               |               |               |
| JS Junior Series Final                                                                                     |               |                 | Medalha de ouro  |                   |                  |                 |                 |                  |               |               |               |               |
| JS Junior Series Alemanha                                                                                  |               |                 | Medalha de prata |                   |                  |                 |                 |                  |               |               |               |               |
| JS Junior Series Hungria                                                                                   |               |                 | Medalha de ouro  |                   |                  |                 |                 |                  |               |               |               |               |
| EYOF |               | Medalha de ouro |                  |                   |                  |                 |                 |                  |               |               |               |               |
| Nacional                                                                                                   |               |                 |                  |                   |                  |                 |                 |                  |               |               |               |               |
| Campeonato Bielorrusso                                                                                     |               |                 |                  |                   |                  | Medalha de ouro | Medalha de ouro |                  |               |               |               |               |
| Campeonato Russo                                                                                           | 7.ª           | 4.ª             | Medalha de prata | Medalha de prata  | 4.ª              |                 |                 | Medalha de prata |               |               |               |               |
| |               |                 |                  |                   |                  |                 |                 |                  |               |               |               |               |
| Legenda: GP = Grand Prix; JS = Junior Series; WD = Abandonou; Competição não foi disputada nesta temporada |               |                 |                  |                   |                  |                 |                 |                  |               |               |               |               |